# Dichromia isoplocalis
Dichromia isoplocalis är en fjärilsart som beskrevs av Pierre E.L. Viette 1956. Dichromia isoplocalis ingår i släktet Dichromia och familjen nattflyn. Inga underarter finns listade i Catalogue of Life.